# آستین ۱۶

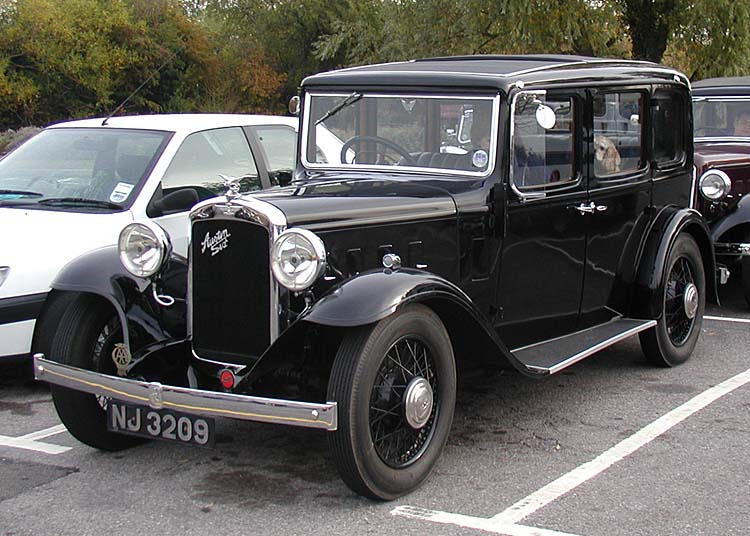

آستین ۱۶ (Austin 16) خودرویی است که در سال‌های ۱۹۲۷ تا ۱۹۳۶تولید شده‌است.
موتور آن ۲۲۴۹ سی‌سی سیستم جعبه‌دندهٔ آن ۴ دنده به صورت دستی است.

## نگارخانه

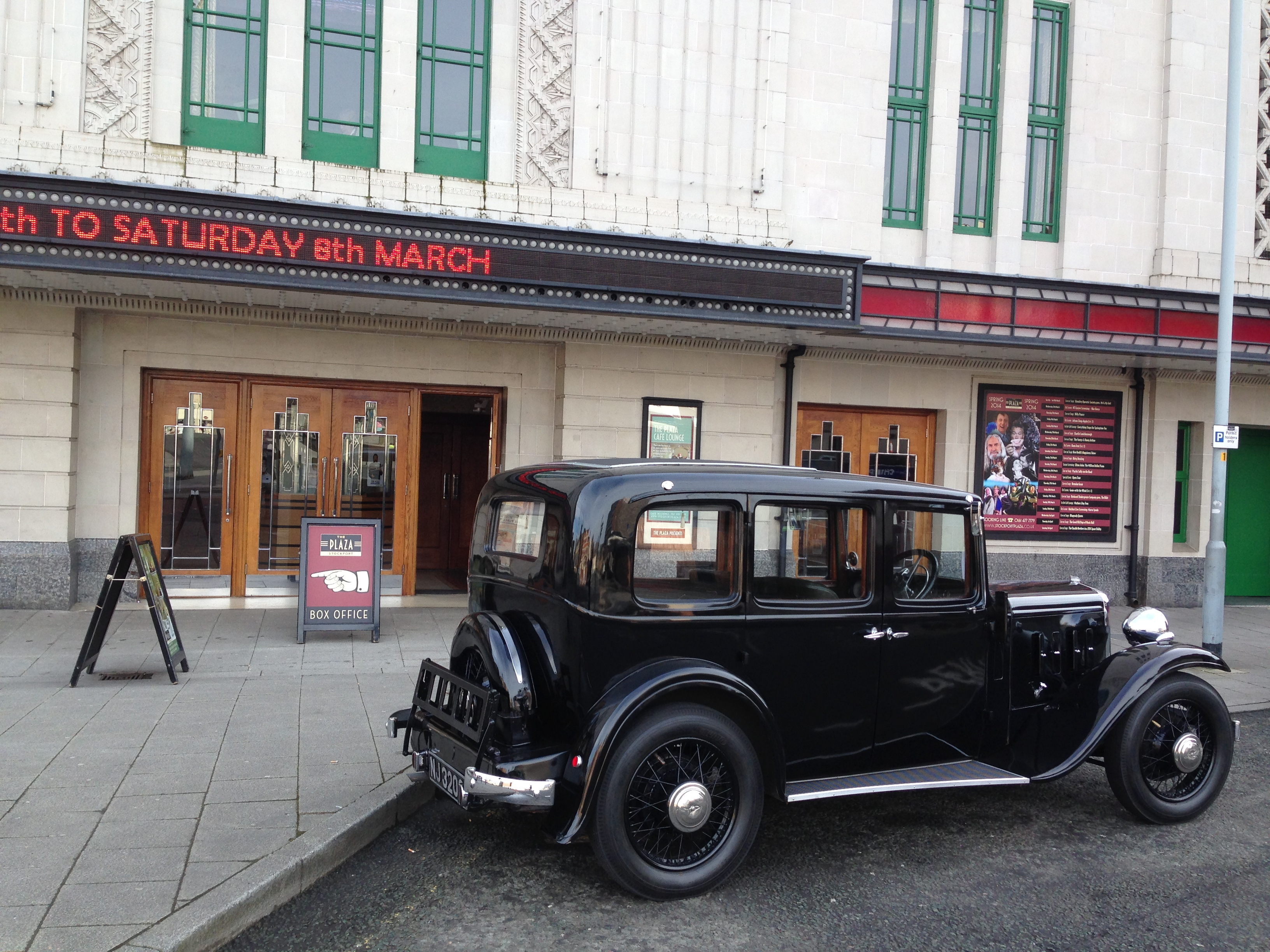